# Великоолександрівська сільська рада (Бориспільський район)
Великоолекса́ндрівська сільська́ ра́да — адміністративно-територіальна одиниця та орган місцевого самоврядування в Бориспільському районі Київської області. Адміністративний центр — село Велика Олександрівка.

## Загальні відомості
Великоолександрівська сільська рада утворена в 1943 році.
- Територія ради: 32,16 км²
- Населення ради: 3 702 особи (станом на 2001 рік)

## Населені пункти
Сільській раді підпорядковані населені пункти:
- с. Велика Олександрівка
- с. Безуглівка
- с. Мала Олександрівка
- с. Чубинське

## Склад ради
Рада складається з 24 депутатів та голови.
- Голова ради: Шевченко Галина Миколаївна
- Секретар ради: Рясенко Олена Вікторівна

### Керівний склад попередніх скликань
| Прізвище, ім'я, по батькові | Основні відомості                                                 | Дата обрання | Дата звільнення |
| --------------------------- | ----------------------------------------------------------------- | ------------ | --------------- |
| Горленко Микола Сергійович  | Сільський голова, 1959 року народження, безпартійний              | 26.03.2006   | 31.10.2010      |
| Шевченко Галина Миколаївна  | Сільський голова, 1956 року народження, освіта вища, позапартійна | 31.10.2010   |                 |

Примітка: таблиця складена за даними сайту Верховної Ради України

### Депутати
За результатами місцевих виборів 2010 року депутатами ради стали:

#### За суб'єктами висування
| Суб'єкт висування                 | Кількість обраних депутатів | %    |
| --------------------------------- | --------------------------- | ---- |
| Самовисування                     | 20                          | 83,3 |
| Політична партія «Сильна Україна» | 3                           | 12,5 |
| Аграрна партія України            | 1                           | 4,2  |

#### За округами
| № округу                          | Прізвище, ім'я, по батькові       | Дата визнання обраним | Освіта             | Партійна приналежність                        | Відомості про обраного депутата                                                                           |
| --------------------------------- | --------------------------------- | --------------------- | ------------------ | --------------------------------------------- | --- |
| Аграрна партія України            |                                   |                       |                    |                                               | |
| 14                                | Андрієнко Ігор Володимирович      | 03.11.2010            | середня спеціальна | член Аграрної партії України                  | ЗАТ ПЗ «Агро-регіон», головний спеціаліст                                                                 |
| Політична партія «Сильна Україна» |                                   |                       |                    |                                               | |
| 3                                 | Стариченко Дмитро Володимирович   | 03.11.2010            | вища               | член Політичної партії «Сильна Україна»       | ТОВ «Юркрейн-ексчендж», менеджер                                                                          |
| 16                                | Трунов Костянтин Олександрович    | 03.11.2010            | вища               | член Політичної партії «Сильна Україна»       | КЗ КАБ ДПМА Бориспіль, диспетчер                                                                          |
| 23                                | Волохонський Андрій Володимирович | 03.11.2010            | середня спеціальна | член Політичної партії «Сильна Україна»       | ТОВ «Персонад плюс», водій                                                                                |
| Самовисування                     |                                   |                       |                    |                                               | |
| 1                                 | Максименко Юрій Петрович          | 26.03.2012            | вища               | позапартійний                                 | «Інститут розведення генетики тварин Національної академії аграрних наук України», провідний юрисконсульт |
| 2                                 | Петлицька Софія Михайлівна        | 03.11.2010            | середня спеціальна | позапартійна                                  | пенсіонер                                                                                                 |
| 4                                 | Іванець Андрій Миколайович        | 03.11.2010            | вища               | позапартійний                                 | ЗАТ «Нова Лінія», завідувач складу                                                                        |
| 5                                 | Дорош Микола Павлович             | 03.11.2010            | вища               | позапартійний                                 | Великоолександрівська сільська рада, начальник НПО                                                        |
| 6                                 | Олійник Сергій Миколайович        | 03.11.2010            | вища               | позапартійний                                 | ПП «Олійник С. М.», приватний підприємець                                                                 |
| 7                                 | Селентій Тетяна Омелянівна        | 03.11.2010            | середня            | позапартійна                                  | ЗАТ «ПЗ Агрорегіон», провідний спеціаліст                                                                 |
| 8                                 | Отрошко Інна Василівна            | 03.11.2010            | середня            | член Української Народної Партії              | ФОП "Отрошко І. В. ", приватний підприємець                                                               |
| 9                                 | Мороз Петро Володимирович         | 03.11.2010            | вища               | позапартійний                                 | Інститут педагогіки НАПН України, старший науковий співробітник                                           |
| 10                                | Константінов Олександр Дмитрович  | 03.11.2010            | середня            | позапартійний                                 | ОСББ «Чубинська Перлина», фахівець                                                                        |
| 11                                | Трофімов Леонід Арсенійович       | 03.11.2010            | середня спеціальна | позапартійний                                 | пенсіонер                                                                                                 |
| 12                                | Бишовець Марія Миколаївна         | 03.11.2010            | середня спеціальна | позапартійна                                  | Великоолександрівська сільська рада, секретар                                                             |
| 13                                | Колесник Зоя Олександрівна        | 03.11.2010            | середня спеціальна | позапартійна                                  | ЗАТ ПЗ «Агро-регіон», обліковець-лаборант                                                                 |
| 15                                | Катуліна Тетяна Петрівна          | 03.11.2010            | вища               | позапартійна                                  | тимчасово не працює                                                                                       |
| 17                                | Іщенко Надія Михайлівна           | 03.11.2010            | середня спеціальна | позапартійна                                  | пенсіонер                                                                                                 |
| 18                                | Гаврилюк Валентина Іванівна       | 03.11.2010            | вища               | член Всеукраїнського об'єднання «Батьківщина» | тимчасово не працює                                                                                       |
| 19                                | Мохначов Олександр Володимирович  | 03.11.2010            | вища               | позапартійний                                 | ОС ББ «Чубинська перлина», голова правління                                                               |
| 20                                | Ткаченко Олександр Вікторович     | 24.09.2012            | вища               | позапартійний                                 | ТОВ "ІК «Нафтогазові технології», заступник директора                                                     |
| 21                                | Коваленко Юрій Олександрович      | 03.11.2010            | вища               | член Аграрної партії України                  | ТОВ «Агрохолдінг НС», спеціаліст земельних питань                                                         |
| 22                                | Кислий Роман Вікторович           | 03.11.2010            | середня спеціальна | позапартійний                                 | ОСББ «Чубинська перлина», оператор котельні                                                               |
| 24                                | Махортов Вадим Геннадійович       | 03.11.2010            | вища               | позапартійний                                 | Великоолександрівська загальноосвітня школа І-ІІІ ст., вчитель                                            |